# Пресак-д’Эксидёй
Преса́к-д’Эксидёй (фр. Preyssac-d'Excideuil) — коммуна во Франции, находится в регионе Аквитания. Департамент — Дордонь. Входит в состав кантона Иль-Лу-Овезер. Округ коммуны — Перигё.
Код INSEE коммуны — 24339.

## География
Коммуна расположена приблизительно в 410 км к югу от Парижа, в 145 км северо-восточнее Бордо, в 35 км к северо-востоку от Перигё.

### Климат
Климат умеренный океанический со средним уровнем осадков, которые выпадают преимущественно зимой. Лето здесь долгое и тёплое, однако также довольно влажное, здесь не бывает регулярных периодов летней засухи. Средняя температура января — 5 °C, июля — 18 °C. Изредка вследствие стечения неблагоприятных погодных условий может наблюдаться непродолжительная засуха или случаются поздние заморозки. Климат меняется очень часто, как в течение сезона, так и год от года.

## Население
Население коммуны на 2010 год составляло 155 человек.
| 1962 | 1968 | 1975 | 1982 | 1990 | 1999 | 2010 |
| ---- | ---- | ---- | ---- | ---- | ---- | ---- |
| 112  | 118  | 127  | 136  | 156  | 114  | 155  |

## Администрация
| Период | Период | Фамилия        | Партия       | Примечания        |
| ------ | ------ | -------------- | ------------ | ----------------- |
| 1995   | 2014   | Жан-Жак Дево   | беспартийный | почтовый служащий |
| 2014   | 2020   | Венсан Селерье |              |                   |

## Экономика
В 2010 году среди 90 человек трудоспособного возраста (15-64 лет) 67 были экономически активными, 23 — неактивными (показатель активности — 74,4 %, в 1999 году было 76,0 %). Из 67 активных жителей работали 67 человек (37 мужчин и 30 женщин), безработных не было. Среди 23 неактивных 4 человека были учениками или студентами, 11 — пенсионерами, 8 были неактивными по другим причинам.

## Достопримечательности
- Церковь Нотр-Дам (XIII век). Исторический памятник с 1948 года[5]

## Фотогалерея

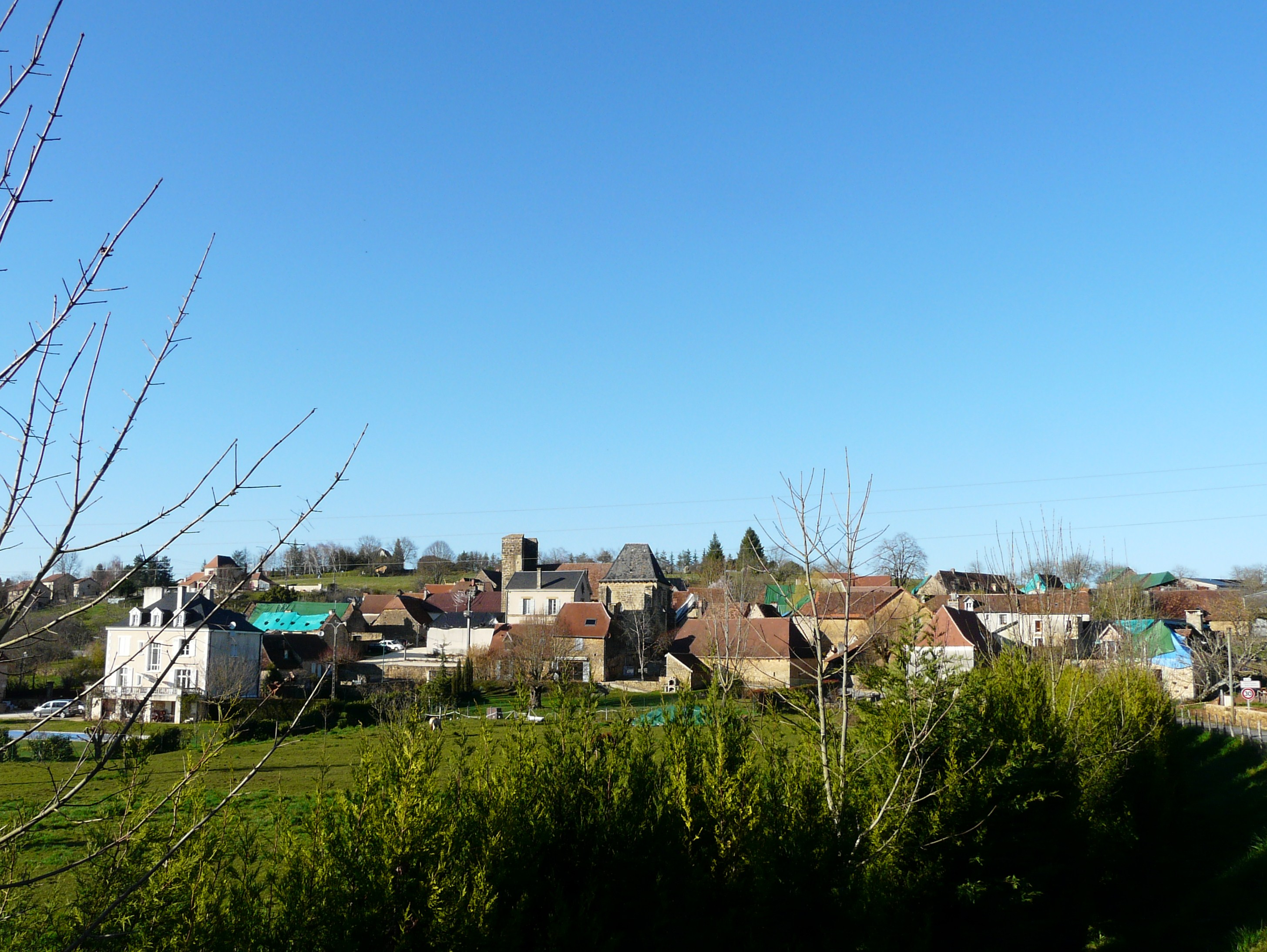
Пресак-д’Эксидёй
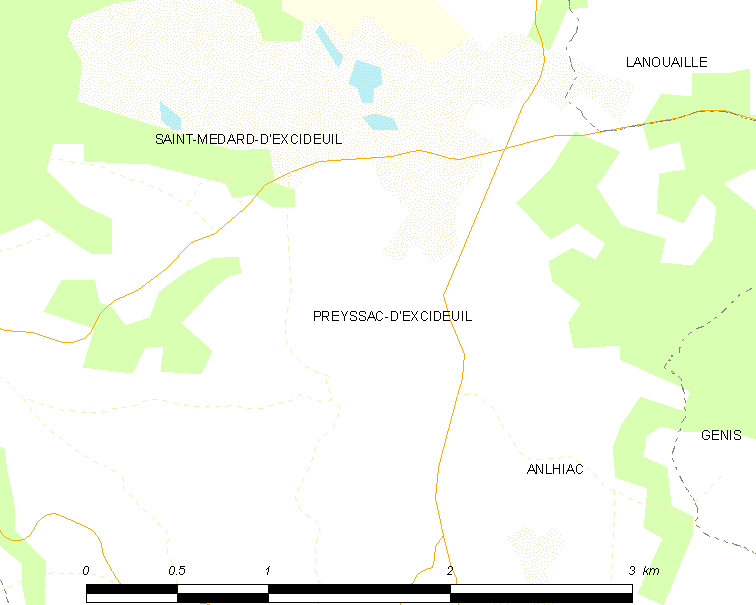
Карта коммуны